# Stadtbibliothek Mainz
Die Wissenschaftliche Stadtbibliothek Mainz ist eine kommunale wissenschaftliche Bibliothek in Deutschland. Sie hat einen Bestand von rund 700.000 Medieneinheiten. Ihre Anfänge reichen in das Jahr 1477 zurück.

## Geschichte und Bestandsentwicklung
Die Wissenschaftliche Stadtbibliothek geht auf die Bibliotheca Universitatis Moguntinae der 1477 gegründeten Kurfürstlichen Universität zurück, die im Zuge der Revolutionskriege 1798 durch die französische Regierung aufgehoben wurde. Stadtbibliothek und Martinus-Bibliothek sind die beiden ältesten Bibliotheken in Mainz; ihre historischen Bestände ergänzen sich und stammen teilweise aus identischen Provenienzen. Den größten Teil ihrer älteren Bücher verdankt die Stadtbibliothek den Bibliotheken der 1773 aufgelösten Mainzer Niederlassung der Jesuiten sowie der 1781 aufgehobenen drei reichsten Klöster der Stadt, Kartause, Reichklara-Kloster und Altmünster. Auch die handschriftlichen und gedruckten Bestände aus den Bibliotheken der in der Säkularisation aufgehobenen Bettelorden – etwa der Augustiner-Eremiten, der Franziskaner (OFM), der Karmeliten und der Kapuziner – spiegeln sich im historischen Fonds wider. Aufgrund dieser Quellen liegt der deutliche Themenschwerpunkt der Altbestände auf den Fächern Theologie, Philosophie, Geschichte, Jura und Philologie. Beachtung verdienen die umfangreichen Schenkungen in großer thematischer Vielfalt von Einzelpersonen, Klerikern, Angehörigen der Universität Mainz und Bürgern aus Stadt und Umland, die direkt oder auf dem Weg über die aufgelösten Klöster an die Bibliothek gelangten. Die Bestandsvermehrung im 19. und frühen 20. Jahrhundert wurde nicht unwesentlich durch Schenkungen und Nachlässe von privaten Buchbesitzern aus der Stadt Mainz und ihrem rechts- und linksrheinischen Umland, etwa aus dem Rheingau, Rheinhessen, der Pfalz, geprägt. Aus der Vielzahl von Donatoren des ausgehenden 19. Jahrhunderts seien der Mainzer Medizinalrat Carl Wenzel und sein Sohn, der Indologe Heinrich Wenzel, genannt. Exemplarisch für herausragende Privatbibliotheken, die mehrheitlich Eingang in die Rarasammlung fanden, ist die Bibliothek des Mainzer Kanonikers und Sprachlehrers Johannes Petrus Schick († 1716) im Umfeld des kurfürstlichen Hofs um Johann Philipp von Schönborn, Johann Christian von Boyneburg und Gottfried Wilhelm Leibniz.
Durch Verfügung des französischen Innenministers Jean-Baptiste Nompère de Champagny, die am 5. Oktober 1805 in Mainz eintraf, ging der Bestand der Alten Universitätsbibliothek mit den Bibliotheken der aufgehobenen Klöster in den Besitz der Stadt Mainz über – unter der Bedingung, dass die Stadt die Kosten der Unterhaltung derselben und die Gehälter der Beamten bestritt.

« La Bibliothèque de Mayence est mise à la disposition de la commune. »

„Die Bibliothek von Mainz wird der Gemeinde zur Verfügung gestellt.“

Im Oktober 2005 wurde der 200-jährige Geburtstag der kommunalen Bibliothek mit einem Festakt im Mainzer Rathaus begangen. In der zu diesem Anlass veröffentlichten Festschrift 200 Jahre Stadtbibliothek Mainz schrieb Kurt Flasch, einer der langjährigsten Benutzer des Hauses, das „Lob der Mainzer Stadtbibliothek“, das mit dem Appell endet: Die Mainzer sollten es wissen: Sie haben hier nicht nur eine 'Apotheke des Geistes', sondern ein Schatzhaus der europäischen Geschichte.

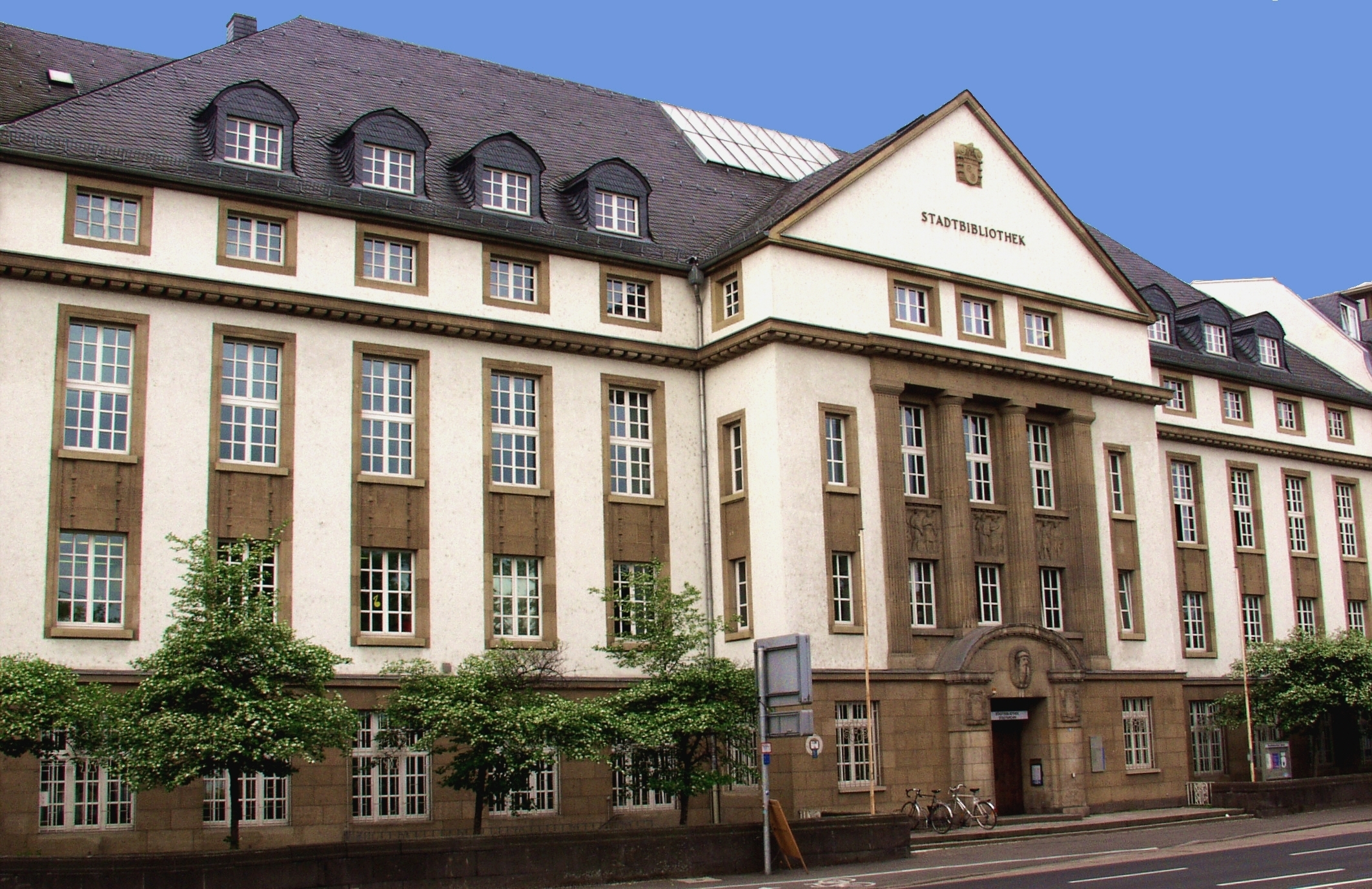
Außenansicht der Wissenschaftlichen Stadtbibliothek Mainz 2006

In der nachfolgenden Zeit war die Bibliothek in verschiedenen Gebäuden untergebracht. Der Standort der Bibliothek zu kurfürstlicher Zeit seit 1744 bis in die Jahre 1842/1845 war die Burse am Neubrunnenplatz. Von 1814 bis 1829 leitete der ehemalige Jakobiner, Professor Friedrich Lehne, die Stadtbibliothek als Oberbibliothekar und war zugleich Stadtarchivar, nachdem sein Vorgänger Franz Joseph Bodmann dispensiert wurde. Anschließend wurde die Bibliothek bis zum Jahr 1912 in das Kurfürstliche Schloss verlegt.
Insbesondere dem Engagement des Mainzer Beigeordneten Karl Göttelmann war der 1912 fertiggestellte Bau eines eigenen Bibliotheksgebäudes in der Rheinallee zu verdanken. Die Planung des Gebäudes übernahm der Mainzer Stadtbauinspektor Adolf Gelius. Der Architekt plante mit der damals neuesten Gebäudetechnik zur Beschleunigung der internen Kommunikation, für die er Aufzugs- und Rohrpostanlagen vorsah. Als Regalsystem wurde das Lipman-Regal gewählt, das sich bis heute ununterbrochen im Einsatz befindet. In Anbetracht der schwierigen Finanzlage der Stadt wurde Art und Umfang der Bauzier, z. B. Verwendung von Muschelkalk statt Sandstein, heftig diskutiert. Die Finanzierung beruhte auf Überschüssen der Sparkasse Mainz als Eigenanteil und Zuwendungen durch das Reich und das Großherzogtum Hessen, die Baukosten betrugen 665.000 Mark. Das von Anfang an gemeinsam mit Stadtarchiv Mainz genutzte Gebäude wurde am 14. November 1912 eingeweiht. Anfangs waren in ihm auch die Sammlung des Vereins für plastische Kunst (bis 1925) sowie das organisatorisch seit 1901 selbstständige Gutenberg-Museum untergebracht. Letzteres zog ab 1927 in Etappen aus, musste aber nach der kriegsbedingten Zerstörung des eigenen Sitzes seine Sammlung bis 1962 wieder in der Rheinallee verwahren
Oberbibliothekare / Direktoren
- 1891–1907 Wilhelm Velke
- 1908–1920 Gustav Binz
- 1920–1934 Aloys Ruppel
- 1934–1943 Richard Dertsch
- 1934–1955 Aloys Ruppel
- 1956–1959 Friedrich-Adolf Schmidt-Künsemüller
- 1961–1965 Jürgen Busch
- 1965–1979 Ursula von Dietze
- 1980–2000 Geesche Wellmer-Brennecke
- 2000–2002 Reinhard Altenhöner
- seit 2004 Stephan Fliedner

Seit 1980 sind die Leitungen von Stadtarchiv und Stadtbibliothek getrennt.

## Sondersammlungen

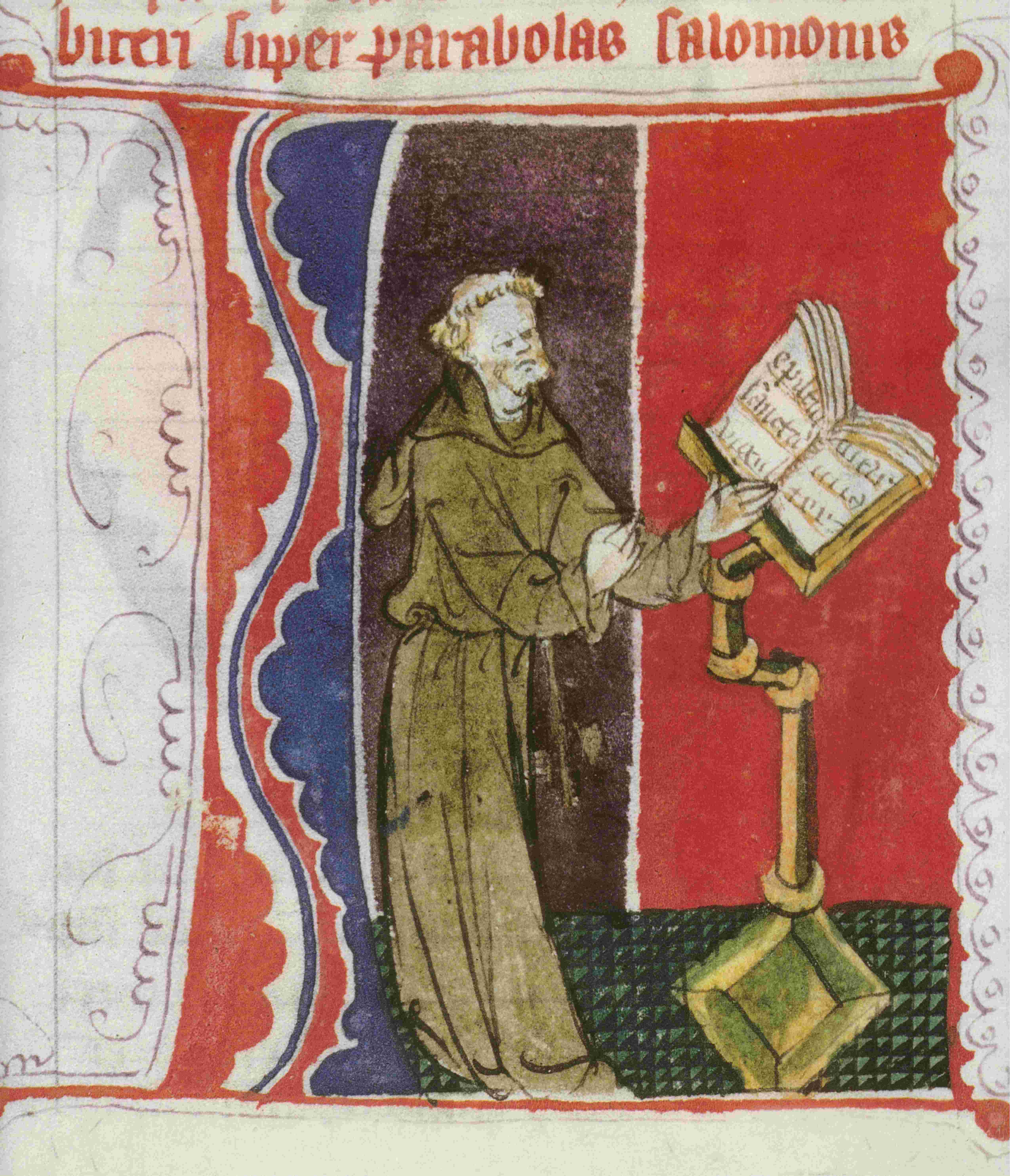
Initiale aus der Bibelhandschrift Hs II 50

Zu den Sondersammlungen gehört die Produktion des Kinderbuch-Verlags Joseph Scholz, Mainz mit Kinder- und Jugendbüchern, Brett- und Kartenspielen, die von bedeutenden Illustratoren gestaltet wurden; ferner die Sammlung Moyat, die international bedeutende Privatbibliothek des Mainzer Ornithologen Jacob Moyat (1861–1933), die er testamentarisch der Bibliothek seiner Vaterstadt vermachte und das Peter-Cornelius-Archiv, die umfangreichste Sammlung an handschriftlichen und gedruckten Quellen zu Leben und musikalischem wie literarischem Werk des Mainzer Dichters und Komponisten Peter Cornelius. Sowohl Peter-Cornelius-Archiv als auch die Sammlung Scholz werden durch antiquarische Erwerbungen ergänzt.
Der Mainzer Stadtbibliothek wurde 1981 durch den Vorsitzenden Lorenz Drehmann der Vereinigung Heimattreue Erfurter eine katalogisierte Sammlung von etwa 700 Erfurtensien übergeben.
Eine Sammlung von Mainzer Zeitungen, deren Erscheinen bis ins 18. Jahrhundert zurückgeht, kann auf Filmen eingesehen werden. Aus konservatorischen Gründen ist die Benutzung der Originale eingeschränkt worden.

## Das historische Ensemble und seine Erhaltung
Einen besonderen Reichtum stellt das über Jahrhunderte gewachsene Ensemble an Handschriften, historischen Drucken und Sondermaterialien dar. Die Bedeutung und der besondere Wert des Bestandes ist nicht allein an herausragenden Einzelstücken zu ermessen, sondern an der Sammlung als Ganzes, die, wie alle historischen Bibliotheken, unbedingten Ensembleschutz genießt. Die Handschriften und Altbestände der Bibliothek sind Ausdruck der spätmittelalterlichen klösterlichen und universitären Geistigkeit und Bildung und zeugen für das 19. und 20. Jahrhundert darüber hinaus von der engen Bindung der Bürgerschaft an die Einrichtung, der sie eigene Publikationen widmeten und Teilbibliotheken überließ. Die Drucke des 16. bis 18. Jahrhunderts spiegeln die Entwicklung der Druckgeschichte seit der Inkunabelzeit wider.
Die Bewahrung des schriftlichen Kulturguts an Handschriften und Druckwerken stellt eine dauerhafte Verpflichtung für die Wissenschaftliche Stadtbibliothek dar. Dies kommt in der zentralen Stellung der Abteilung Bestandserhaltung innerhalb des Hauses zum Ausdruck. Bestandsdurchsicht, Reinigung, Kontrolle des Klimas, Buchpflege und Anfertigung von Schutzbehältnissen sind Maßnahmen der vorbeugenden Bestandspflege. Die durch natürliche Alterung, intensive Benutzung, unsachgemäße Lagerung, Feuchtigkeitseinwirkung und Schädlingsbefall geschädigten Exemplare werden in der Hausbuchbinderei, der Restaurierungswerkstatt der Stadt Mainz (angesiedelt im Gutenberg-Museum) und in freien Restaurierungswerkstätten bearbeitet und der Präsenznutzung im historischen Lesesaal wieder zugeführt. In Ergänzung der kommunalen und Landesmittel zur Restaurierung hat die Stadtbibliothek 2006 ein Buchpatenschaftsprojekt unter dem Titel Patient Buch sucht Paten ins Leben gerufen, das 2018 auslief. Vor allem Privatpersonen leisteten hier neben einigen Vereinen und Firmen ihren Beitrag zur Erhaltung des Kulturellen Erbes und identifizierten sich über die von ihnen ganz oder teil-finanzierten Druckwerke in hohem Maße mit der Institution. Bestandserhaltung und Provenienzforschung zum Altbestand standen in dem Projekt in einem engen Zusammenhang.

### Rarasammlung

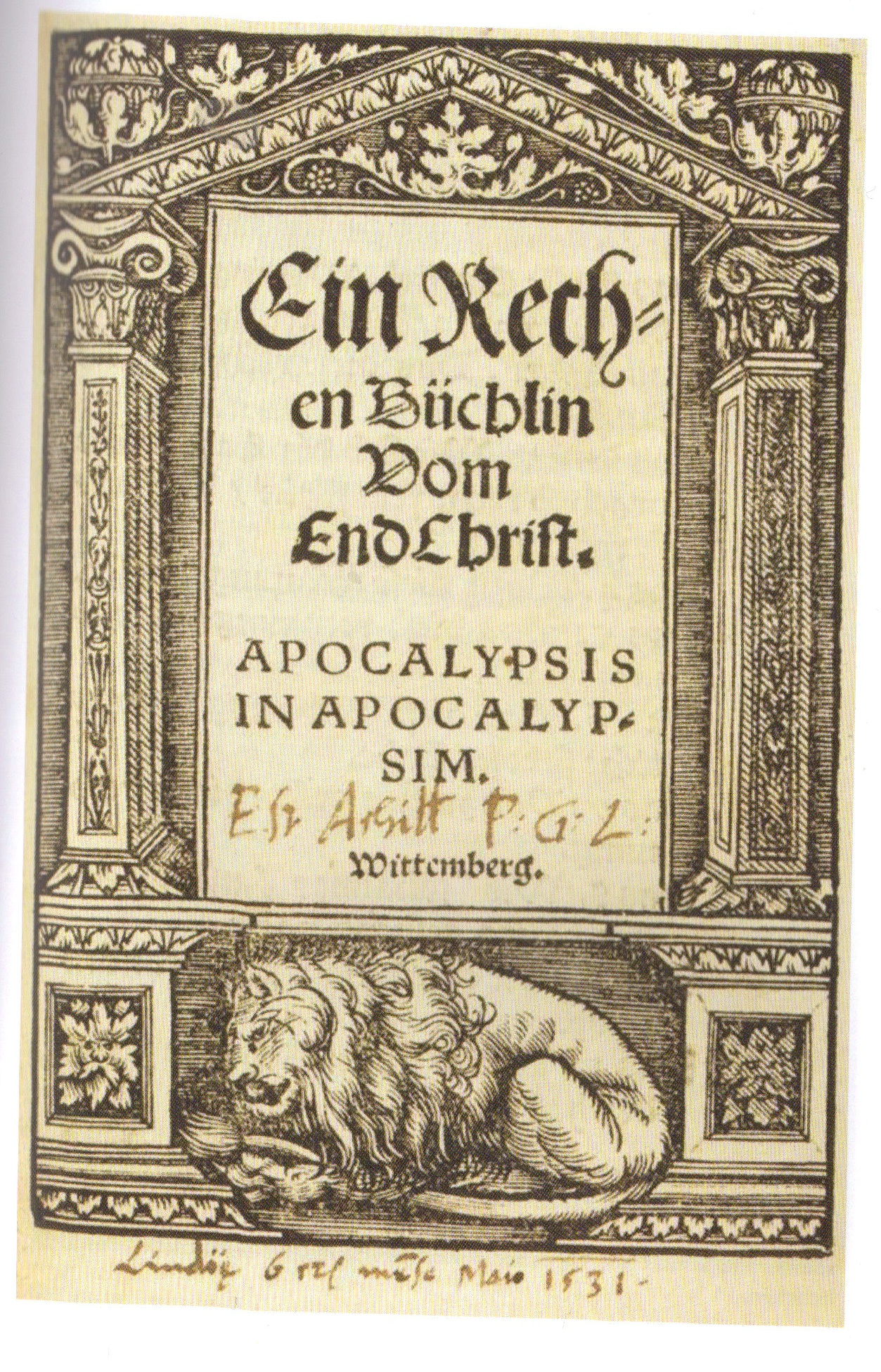
Michael Stifel: Ein Rechen Büchlin Vom EndChrist … Wittenberg 1532. Exemplar der Stadtbibliothek Mainz XIII q 14 Nr. 2 aus dem Besitz von Achilles Pirminius Gasser zu Lindau

Künstlerisch oder druckgeschichtlich besonders wertvolle und seltene Bücher, Erstausgaben und Widmungsexemplare sowie schützenswerte Einbände, Drucke mit Einbandmakulatur, bibliophile Ausgaben und Bücher aus wichtiger Provenienz (Buch) sind die Kleinodien der Bibliothek. Sie werden daher separat aufgestellt und unterliegen denselben Benutzungsbedingungen wie die Manuskripte, die im historischen Lesesaal an ausgewiesenen Plätzen unter Aufsicht benutzt werden. Unter kultur- und sozialhistorischen Aspekten ist die Sammlung Mainzer Fastnachtszeitungen als Teil der Rarasammlung regional und überregional von besonderem Interesse. Die Zeitungen, häufig Unikate, sind verfilmt und wie eine wachsende Anzahl von seltenen Mainzer Druckwerken und Moguntinen im Volltext über dilibri, das rheinland-pfälzische Digitalisierungsportal, zugänglich. Die Rarasammlung umfasst rund 9.200 Bände; sie wurde in den Jahren 1985 bis 2019 kontinuierlich ausgebaut.
Besondere Beachtung verdienen die umfangreichen Restbestände der Bibliotheca Palatina, die im 17. Jahrhundert über die Heidelberger Jesuitenniederlassung nach Mainz gelangten. Die Provenienzforschung zu Büchern aus dem Vorbesitz von Ottheinrich und anderer pfälzischer Kurfürsten sowie des Lindauer Arztes Achilles Pirminius Gasser und des Humanisten Ulricus Fugger (1526–1584) war wichtiger Bestandteil der bis 2019 fest etablierten bibliographischen und exemplarspezifischen Erschließungsarbeit am Altbestand. Die kooperative Erschließung nach internationalen Standards erfolgt im hessischen Bibliotheksinformationssystem HeBIS. Der historische alphabetische Bandkatalog des 19. und frühen 20. Jahrhunderts ist für alle Recherchen zum historischen Buchbestand weiterhin heranzuziehen. Alle 36 Bände sind über das rheinland-pfälzische Digitalisierungsportal dilibri frei zugänglich. Seit 2007 stellt Annelen Ottermann in der Zeitschrift Mainz. Vierteljahreshefte für Geschichte, Kultur, Politik, Wirtschaft fortlaufend bemerkenswerte Exemplare aus dem Rara- und Altbestand in der Reihe Das Besondere Buch vor.

### Handschriften und Fragmente
Die Stadtbibliothek besitzt etwa 1300 Handschriften, von denen zwei Drittel aus dem Mittelalter stammen. Diese überwiegend spätmittelalterlichen Gebrauchshandschriften stammen schwerpunktmäßig aus der Bibliothek der 1781 aufgehobenen Mainzer Kartause. Die 624 in der Mainzer Bibliothek befindlichen Codices und der weltweit dislozierte Bestand werden in einem DFG-Projekt an der Universitätsbibliothek Heidelberg wieder virtuell zusammengeführt werden: Bibliotheca Cartusiana Moguntina – digital. Virtuelle Kartausebibliothek Mainz. 356 theologische Handschriften aus der Kartause (Hs I 1–Hs I 350) wurden in gedruckten Bänden per Tiefenerschließung von Gerhard List und Gerhardt Powitz (Bd. I) beschrieben. Von 2005 bis 2007 wurden weitere Handschriften in Form der 'Bestandsliste' durch Gerhard List erschlossen. Die drei Bände sind im Volltext über das Handschriftenforum Manuscripta Mediaevalia online zugänglich. Die Beschreibungen der Anschluss-Signaturen Hs I 351–Hs I 490 sowie Hs I 513–Hs I 529 sind ebenfalls hier recherchierbar. Die Fortsetzung der Handschriftenerschließung wurde im Oktober 2017 im Rahmen eines DFG-Projekts mit Christoph Winterer begonnen. Zu den Besonderheiten zählen sieben orientalische Handschriften (Hs II 427, Hs II 429 - Hs II 434), aus der Zeit zwischen 1554 und 1680. Vier Codices überliefern den Koran; die übrigen drei Bände enthalten eine türkische Übersetzung einer persischen Biographie Mohammeds, eine arabischsprachige Sammlung von Rechtsgutachten und Texte zur Medizin in türkischer Sprache. Die Handschriften gelangten mehrheitlich 1686 über Freiherr Johann Karl von Thüngen aus der Bibliothek von Buda als Beutegut nach Mainz. Die Erschließung erfolgte 2017/18 an der Arbeitsstelle Jena „Arabische Handschriften“ des Projekts „Katalogisierung der Orientalischen Handschriften in Deutschland (KOHD)“ der Göttinger Akademie der Wissenschaften durch Florian Sobieroj. Die Datenbank KOHD ist seit Anfang des Jahres 2019 online. Einige der Handschriften repräsentieren den Typus der orientalischen Prachthandschrift und entsprechen den Gestaltungsgrundsätzen für persische und türkische Prachteinbände.
Neben den mittelalterlichen und frühneuzeitlichen Codices enthält die Sammlung auch Handschriften des 19. und 20. Jahrhunderts, die besonders von lokalem und regionalem Interesse sind. In jüngerer Zeit erregte ein Lustspiel in der Tradition des literarischen Vormärz die Aufmerksamkeit von Fastnachtshistorikern; der Text wurde in einer kritischen Edition veröffentlicht. Bemerkenswert ist auch die Entdeckung der möglicherweise ersten, autographen Überlieferung des Vilzbach-Lieds von Carl Joseph (Anton) Weiser (1811–1865), die Ende 2019 bekannt gemacht wurde.
Die von Annelen Ottermann aufgebaute Fragmentsammlung (Hs frag) enthält u. a. Zeugnisse des Mainzer Skriptoriums aus dem 9. Jahrhundert, deutschsprachige und hebräische Fragmente. Herausragend ist das spätkarolingische Fragment eines illustrierten Apokalypsekommentars, das der Wirkungsgeschichte der Trierer Apokalypse eine neue Facette hinzufügt und international Beachtung fand. Das Fragment Hs frag 18 ist über das rheinland-pfälzische Digitalisierungsportal dilibri digitalisiert.

### Inkunabeln
Die Inkunabeln (darunter auch Frühdrucke bis 1520) befinden sich seit 1962 im Gutenberg-Museum, ursprünglich als Dauerleihgabe und seit 2005 als Bestand des Museums, das seine Verwaltung und Erschließung vornimmt.

## Gebäude
Der viergeschossige Bau der Stadtbibliothek wurde bis 1912 an der Rheinallee errichtet, mit Blick auf das Ufer des Rheins westlich der Theodor-Heuss-Brücke. Das Protektorat übernahm der kunstsinnige Großherzog Ernst Ludwig von Hessen. Es handelt sich zur Straße hin um einen etwas zurückgesetzten Zweiflügelbau mit Mittelrisalit. Ein dritter Flügel wird von dem an der Rückseite anschließenden Magazinhaus gebildet, der abweichende Geschosshöhen besitzt und das erwähnte Lipman-Regal umüllt und zugänglich macht. Die Architektur zeigt Stilmerkmale des Neoklassizismus, wie die Kolossalordnung mit zwei Halbsäulen und zwei Halbpilastern im Mittelrisalit unter dem Dreiecksgiebel. Das annähernd quadratische Prunktreppenhaus mit abwechselnd breiter Steintreppe und (ehemals) zweiläufigem Treppenlauf, einer dreiseitig umlaufenden Galerie im 2. Obergeschoss sowie einem großen Luftraum über dem letzten Abschnitt zitiert barocke Schlossbauten. Dank des kuppelartigen Glasgewölbes dient es zudam als Lichthof.
Der bildhauerische Schmuck der Fassade steht unter dem Einfluss des ausgehenden Jugendstils, der von der vom Großherzog initiierten Darmstädter Künstlerkolonie ausstrahlte. Als Bildhauer wird Johannes Lipp angenommen. Die Halbplastik Johannes Gutenbergs über dem Hauptportal und das Wappen Gutenbergs im Treppenhaus weisen darauf hin, dass das Gebäude bis zum Erwerb des Hauses Zum Römischen Kaiser auch das Gutenberg-Museum beherbergte.
Seit 1912 bietet die Stadtbibliothek einer Sammlung von inzwischen rund 675.000 Medien in der Rheinallee 3b und in zusätzlichen Ausweichmagazinen Platz. Eine Verlängerung des Magazinbaus auf das Doppelte war für einen späteren Zeitpunkt eingeplant, wurde aber nie umgesetzt. Auch die Bestände des Stadtarchivs lagern zum Teil im Gebäude. Ab 1962, insbesondere nach dem endgültigen Auszug des Gutenberg-Museums, wurde die Innenausstattung des Gebäudes teilweise dem modernen Zeitgeschmack angepasst, so etwa das Foyer durch Holzverschalungen. Spätere Umbauten passten Räume der veränderten Nutzung an oder dienten der Bestandserhaltung. Das Direktorenzimmer sowie teilweise auch das Treppenhaus und die Lesesäle von Bibliothek und Stadtarchiv zeigen noch die ursprüngliche Gestaltung. Die meisten Holztüren ab dem 1. Obergeschoss sind noch Originalbestand, die einst prachtvollen Leuchter und die Türbeschläge der Bauzeit sind jedoch nirgends erhalten.

## Heute
Die Bibliothek gliedert sich in die Wissenschaftliche Stadtbibliothek am alten Standort und die Öffentliche Bücherei – Anna Seghers mit ihrer Zentrale in den Bonifatiustürmen sowie fünf Stadtteilbüchereien. Beide Zweige verfügen über Datenbankrecherchesysteme.
Die Wissenschaftliche Stadtbibliothek hielt bis zum Jahr 2011 etwa 2000 Periodika. Als Reaktion auf die Sparmaßnahmen wurde die Anzahl der Periodika auf ca. 1260 drastisch gekürzt. Sie arbeitet eng mit dem im gleichen Gebäude beheimateten Stadtarchiv Mainz zusammen.
Die Bibliothek sammelt Regionalliteratur über Mainz und Rheinhessen – alles, was an Gedrucktem zu Mainz und der Region Rheinhessen erschienen ist und erscheint, so auch Schriften über die rechtsrheinisch gelegenen ehemaligen Stadtteile von Mainz oder über die Territorien des Mainzer Kurfürstentums. Unterstützt wird diese regionale Sammeltätigkeit durch das Pflichtexemplargesetz, das die Ablieferung von Veröffentlichungen aus der Region Rheinhessen vorschreibt.
Im Oktober 2011 wurden Überlegungen der Stadtverwaltung bekannt, das Gebäude zu verkaufen und die Bibliothek auf drei Standorte aufzuteilen.
Auf der Seite der Mainzer Bibliotheksgesellschaft wurde im November 2011 eine Petition eingerichtet, auf der sich bis zum Ablauf 5.538 Bürger für den Erhalt der Bibliothek als Ganzes und in städtischer Trägerschaft eingesetzt haben. Hervorzuheben ist in diesem Zusammenhang das Engagement von Klaus Graf. Im November 2011 gab die Kultur- und Baudezernentin bekannt, man habe von diesen Plänen Abstand genommen, doch müsse die Stadtbibliothek mit erheblichen Kürzungen rechnen. Nach dem Beitritt der Stadt Mainz zum Entschuldungsfonds des Landes Rheinland-Pfalz (Stadtratsbeschluss vom 14. Dezember 2011) ist die Wissenschaftliche Stadtbibliothek von einschneidenden Sparmaßnahmen im Personalbereich und bei den Erwerbungskosten betroffen. Sie wird auf diese Herausforderung mit einer grundlegenden Umstrukturierung reagieren: Dazu gehören die Reduzierung von Dienstleistungen und das weitgehende Einstellen von laufenden Erwerbungen. Ein moderates Wachstum wird weiterhin in den Bereichen Regionales und Forschungsliteratur zu Handschriften und Alten Drucken sowie zur Kulturgeschichte des Mittelalters und der Frühen Neuzeit zu verzeichnen sein. Zu beiden Bereichen wurden neue Freihand-Abteilungen eingerichtet. Künftig präsentiert sich die Wissenschaftliche Stadtbibliothek als Regional- und Forschungsbibliothek.

## Förderer
1994 wurde die Mainzer Bibliotheksgesellschaft e. V. von Mainzer Bürgern gegründet. Diese hat sich zur Aufgabe gemacht, Stadtbibliothek und Öffentliche Bücherei – Anna Seghers – zu fördern, deren Literaturangebot zu verbessern, Veröffentlichungen und Veranstaltungen zu unterstützen.